# Brani musicali dei Pooh
Lista dei brani musicali dei Pooh. I brani pubblicati su 45 giri, ma non inclusi negli album di inediti, sono contrassegnati con l'iscrizione solo singolo, anche se sono stati inclusi in raccolte antologiche. Per la produzione tra il 1966 ed il 1969, gli autori sono in buona parte Roby Facchinetti e Valerio Negrini, all'epoca non iscritti alla SIAE, per cui i pezzi sono generalmente accreditati a Armando Sciascia e Francesco Anselmo (vedi voci sui singoli album).
Per generare l'ordine alfabetico dei brani, cliccare le icone triangolari presso la casella titolo: per riordinare i brani secondo gli autori del testo o per cercare pezzi strumentali, premere le icone triangolari presso la casella testo; per visualizzare la successione dei pezzi secondo altri criteri, procedere in maniera analoga. Per le voci soliste delle singole canzoni, vedi le voci suoi singoli album.

## Brani originali dei Pooh
Lista principale: testo o musica inedita incisa dai Pooh.
| Titolo                                            | Anno          | Album                                                      | Durata | Musica di                         | Testo di             | Note |
| ------------------------------------------------- | ------------- | ---------------------------------------------------------- | ------ | --------------------------------- | -------------------- | --- |
| Per quelli come noi                               | 1966          | Per quelli come noi                                        | 1:59   | Facchinetti                       | Negrini              | |
| La solita storia                                  | 1966          | Per quelli come noi                                        | 3:22   | Facchinetti                       | Negrini              | |
| Ora che cosa farai                                | 1966          | Per quelli come noi                                        | 2:12   | Townsend                          | Negrini              | cover in italiano di La la lies |
| Istintivamente io & te                            | 1966          | Per quelli come noi                                        | 2:09   | Simpson                           | Negrini              | cover in italiano di You'll find out                                                                                                  |
| Quello che non sai                                | 1966          | Per quelli come noi                                        | 2:50   | Bob Crewe e Bob Gaudio            | Negrini              | cover in italiano di Rag doll |
| Vieni fuori                                       | 1966          | Per quelli come noi                                        | 2:10   | Edwards                           | Negrini              | cover in italiano di Keep on running                                                                                                  |
| Non la fermare                                    | 1966          | Per quelli come noi                                        | 2:43   | Facchinetti                       | Negrini              | |
| La vostra libertà                                 | 1966          | Per quelli come noi                                        | 2:13   | Facchinetti                       | Negrini              | |
| Nel buio                                          | 1966          | Per quelli come noi                                        | 2:29   | Morrison                          | Negrini              | cover in italiano di I looked in the Mirror                                                                                           |
| Brennero 66                                       | 1966          | Per quelli come noi                                        | 2:29   | Facchinetti                       | Negrini              | |
| L'uomo di ieri (Sono l'uomo di ieri)              | 1966          | Per quelli come noi                                        | 2:03   | Negrini                           | Negrini              | |
| Nessuno potrà ridere di lei                       | 1966          | Per quelli come noi                                        | 1:27   | Davies                            | Negrini              | cover in italiano di Till the end of the day                                                                                          |
| Bikini beat                                       | 1966          | Solo singolo                                               | 2:49   | Negrini                           | Negrini              | |
| I cinque orsacchiotti                             | 1966          | raccolte economiche Vedette                                | 3:40   | Facchinetti                       | Negrini              | |
| Cose di questo mondo / Il buio mi fa paura        | 1967          | Contrasto                                                  | 2:49   | Facchinetti                       | Negrini              | |
| Il cane d'oro                                     | 1968          | Contrasto                                                  | 2:38   | Facchinetti                       | Negrini              | ripubblicata con altro testo e con titolo Buonanotte Penny                                                                            |
| Resto con lei                                     | 1968          | Contrasto                                                  | 3:07   | Burton - Sawyer                   | Negrini              | cover in italiano di Baby, let's wait                                                                                                 |
| Piccola Katy                                      | 1968          | Contrasto                                                  | 3:01   | Facchinetti                       | Negrini              | |
| Il tempio dell’amore                              | 1968          | Contrasto                                                  | 3:44   | Facchinetti                       | Negrini              | |
| C'è l'amore negli occhi tuoi                      | 1968          | Contrasto                                                  | 2:22   | Facchinetti                       | Negrini              | |
| In silenzio                                       | 1968          | Contrasto                                                  | 3:04   | Facchinetti                       | Negrini              | |
| Mr. Jack                                          | 1968          | Contrasto                                                  | 2:08   | Facchinetti                       | Negrini              | ripubblicata con altro testo e con titolo Waterloo 70                                                                                 |
| Contrasto (Visions)                               | 1968          | Contrasto                                                  | 3:45   | Facchinetti                       | Strumentale          | |
| E dopo questa notte                               | 1968          | Contrasto                                                  | 2:08   | Facchinetti                       | Negrini              | |
| Buonanotte Penny                                  | 1968          | Solo singolo                                               | 2:49   | Facchinetti                       | Negrini              | |
| E poi vedo lei                                    | 1969          | raccolte economiche Vedette                                | 3:12   | Facchinetti                       | Negrini              | |
| Otto rampe di scale                               | 1969          | raccolte economiche Vedette e split-single Juke-Box (1970) | 2:41   | Cassia                            | Pierfilippi-Sciascia | |
| Non ti sento più                                  | 1969          | raccolte economiche Vedette                                | 3:25   | Facchinetti                       | Negrini              | |
| Vulcano spento                                    | 1969          | raccolte economiche Vedette                                | 2:40   | Facchinetti                       | Negrini              | |
| Zero, un minuto, e...                             | 1969          | Memorie                                                    | 4:38   | Facchinetti                       | Negrini              | |
| Piccolo re                                        | 1969          | Memorie                                                    | 2:21   | Facchinetti                       | Negrini              | |
| Addio in febbraio                                 | 1969          | Memorie                                                    | 2:26   | Facchinetti                       | Negrini              | |
| Ai confini del mondo                              | 1969          | Memorie                                                    | 2:10   | Facchinetti                       | Negrini              | |
| Amo lei                                           | 1969          | Memorie                                                    | 1:57   | Facchinetti                       | Negrini              | |
| Mary Ann                                          | 1969          | Memorie                                                    | 2:39   | Facchinetti                       | Negrini              | |
| La fata della luna / La leggenda della luna       | 1968          | Memorie e Contrasto                                        | 3:12   | Facchinetti                       | Negrini              | Rifatto il brano del 1968 in occasione di questo album                                                                                |
| Johnny e Lisa                                     | 1969          | Memorie                                                    | 2:59   | Facchinetti                       | Negrini              | |
| Waterloo '70                                      | 1969          | Memorie                                                    | 2:54   | Facchinetti                       | Negrini              | |
| Solo nel mondo                                    | 1969          | Memorie                                                    | 2:56   | Facchinetti                       | Negrini              | |
| La ballata del miliardo                           | 1969          | Memorie                                                    | 3:00   | Facchinetti                       | Negrini              | |
| Memorie                                           | 1969          | Memorie                                                    | 3:10   | Facchinetti                       | Negrini              | |
| Goodbye madama Butterfly                          | 1969          | Solo singolo                                               | 4:10   | Facchinetti                       | Negrini              | |
| Un minuto prima dell’alba                         | 1969          | Solo singolo                                               | 3:02   | Facchinetti                       | Negrini              | |
| Pensiero                                          | 1971          | Opera prima                                                | 3:43   | Facchinetti                       | Negrini              | |
| Un caffè da Jennifer                              | 1971          | Opera prima                                                | 4:17   | Facchinetti                       | Negrini              | |
| Tutto alle tre                                    | 1971          | Opera prima                                                | 3:23   | Facchinetti                       | Negrini              | |
| Terra desolata                                    | 1971          | Opera prima                                                | 2:35   | Facchinetti                       | Negrini              | |
| A un minuto dall'amore                            | 1971          | Opera prima                                                | 3:54   | Facchinetti                       | Negrini              | |
| Tanta voglia di lei                               | 1971          | Opera prima                                                | 4:16   | Facchinetti                       | Negrini              | |
| Che favola sei                                    | 1971          | Opera prima                                                | 2:53   | Facchinetti                       | Negrini              | |
| Il primo e l'ultimo uomo                          | 1971          | Opera prima                                                | 3:39   | Facchinetti                       | Negrini              | |
| Alle nove in centro                               | 1971          | Opera prima                                                | 3:19   | Facchinetti                       | Negrini              | |
| Opera prima                                       | 1971          | Opera prima                                                | 5:37   | Facchinetti                       | Negrini              | |
| La nostra età difficile                           | 1972          | Alessandra                                                 | 3:55   | Facchinetti                       | Negrini              | |
| Noi due nel mondo e nell'anima                    | 1972          | Alessandra                                                 | 3:32   | Facchinetti                       | Negrini              | |
| Mio padre, una sera                               | 1972          | Alessandra                                                 | 4:32   | Facchinetti                       | Negrini              | |
| Nascerò con te                                    | 1972          | Alessandra                                                 | 4:27   | Facchinetti                       | Negrini              | |
| Io in una storia                                  | 1972          | Alessandra                                                 | 3:40   | Battaglia                         | Negrini              | |
| Con tempo, con l'età e nel vento                  | 1972          | Alessandra                                                 | 4:37   | Facchinetti                       | Negrini              | |
| Signora                                           | 1972          | Alessandra                                                 | 4:32   | Battaglia- Facchinetti            | Negrini              | |
| Cosa si può dire di te?                           | 1972          | Alessandra                                                 | 4:08   | Facchinetti                       | Negrini              | |
| Via lei, via io                                   | 1972          | Alessandra                                                 | 3:00   | Battaglia - Facchinetti           | Negrini              | |
| Donna al buio, bambina al sole                    | 1972          | Alessandra                                                 | 4:50   | Facchinetti                       | Negrini              | |
| Quando una lei va via                             | 1972          | Alessandra                                                 | 3:13   | Facchinetti                       | Negrini              | |
| Alessandra                                        | 1972          | Alessandra                                                 | 6:51   | Facchinetti                       | Negrini              | |
| L'anno, il posto, l'ora                           | 1973          | Parsifal                                                   | 6:47   | Battaglia - Facchinetti           | Negrini              | |
| Solo cari ricordi                                 | 1973          | Parsifal                                                   | 4:21   | Facchinetti                       | Negrini              | |
| Io e te per altri giorni                          | 1973          | Parsifal                                                   | 4:49   | Facchinetti                       | Negrini              | |
| La locanda                                        | 1973          | Parsifal                                                   | 4:34   | Battaglia                         | Negrini              | |
| Lei e lei                                         | 1973          | Parsifal                                                   | 3:10   | Battaglia                         | Negrini              | |
| Come si fa                                        | 1973          | Parsifal                                                   | 4:51   | Facchinetti                       | Negrini              | |
| Infiniti noi                                      | 1973          | Parsifal                                                   | 6:17   | Facchinetti                       | Negrini              | |
| Dialoghi                                          | 1973          | Parsifal                                                   | 4:27   | Battaglia - Facchinetti           | Negrini              | |
| Parsifal                                          | 1973          | Parsifal                                                   | 9:59   | Facchinetti                       | Negrini              | |
| Lettera da Marienbad                              | 1973          | Solo singolo                                               | 4:28   | Facchinetti                       | Negrini              | |
| Per te qualcosa ancora                            | 1974          | Solo singolo                                               | 4:25   | Facchinetti                       | Negrini              | |
| E vorrei                                          | 1974          | Solo singolo                                               | 5:06   | Facchinetti                       | Negrini              | |
| Se sai, se puoi, se vuoi                          | 1974          | Solo singolo                                               | 4:57   | Facchinetti                       | Negrini              | |
| Inutili memorie                                   | 1974          | Solo singolo                                               | 3:35   | Facchinetti                       | Negrini              | |
| Preludio                                          | 1975          | Un po' del nostro tempo migliore                           | 3:55   | Facchinetti                       | Strumentale          | |
| Credo                                             | 1975          | Un po' del nostro tempo migliore                           | 4:30   | Facchinetti                       | Negrini              | |
| Una storia che fa ridere                          | 1975          | Un po' del nostro tempo migliore                           | 4:24   | Facchinetti                       | Negrini              | |
| Oceano                                            | 1975          | Un po' del nostro tempo migliore                           | 4:27   | Facchinetti                       | Negrini              | |
| Fantasia                                          | 1975          | Un po' del nostro tempo migliore                           | 3:18   | Facchinetti                       | Negrini              | |
| Mediterraneo                                      | 1975          | Un po' del nostro tempo migliore                           | 5:42   | Battaglia - Facchinetti           | Strumentale          | |
| Eleonora, mia madre                               | 1975          | Un po' del nostro tempo migliore                           | 6:22   | Facchinetti                       | D'Orazio             | |
| 1966                                              | 1975          | Un po' del nostro tempo migliore                           | 5:02   | Facchinetti                       | Negrini              | |
| Orient Express                                    | 1975          | Un po' del nostro tempo migliore                           | 4:21   | Battaglia - Facchinetti           | Negrini              | |
| Il tempo, una donna, la città                     | 1975          | Un po' del nostro tempo migliore                           | 10:45  | Facchinetti                       | Negrini              | |
| Corri, corri                                      | 1975          | Forse ancora poesia                                        | 3:02   | Facchinetti                       | Negrini              | |
| Ninna nanna                                       | 1975          | Forse ancora poesia                                        | 3:21   | Facchinetti                       | Negrini              | |
| Wild track                                        | 1975          | Forse ancora poesia                                        | 3:19   | Battaglia                         | Negrini              | |
| Quel tanto in più                                 | 1975          | Forse ancora poesia                                        | 4:24   | Facchinetti                       | Negrini              | |
| Quinta stagione                                   | 1975          | Forse ancora poesia                                        | 4:19   | Facchinetti                       | Strumentale          | |
| Cara bellissima                                   | 1975          | Forse ancora poesia                                        | 5:07   | Facchinetti                       | Negrini              | |
| Peter jr.                                         | 1975          | Forse ancora poesia                                        | 4:51   | Battaglia                         | D'Orazio             | |
| Un posto sulla strada                             | 1975          | Forse ancora poesia                                        | 4:43   | Facchinetti                       | Negrini              | |
| Rock'n'roll                                       | 1975          | Forse ancora poesia                                        | 2:30   | Battaglia                         | Negrini              | |
| Forse ancora poesia                               | 1975          | Forse ancora poesia                                        | 4:30   | Facchinetti                       | Strumentale          | |
| E' bello riaverti                                 | 1975          | Solo singolo                                               | 5:12   | Facchinetti                       | Negrini              | |
| Donna davvero                                     | 1976          | Solo singolo                                               | 3:40   | Facchinetti                       | Negrini              | |
| Il primo giorno di libertà                        | 1976          | Poohlover                                                  | 3:36   | Facchinetti                       | Negrini              | |
| Gitano                                            | 1976          | Poohlover                                                  | 4:21   | Battaglia                         | Negrini              | |
| Pierre                                            | 1976          | Poohlover                                                  | 3:50   | Facchinetti                       | Negrini              | |
| Fare, sfare, dire, indovinare                     | 1976          | Poohlover                                                  | 3:19   | Battaglia - Facchinetti           | D'Orazio             | |
| Uno straniero venuto dal tempo                    | 1976          | Poohlover                                                  | 4:32   | Battaglia - Facchinetti           | Negrini              | |
| Storia di una lacrima                             | 1976          | Poohlover                                                  | 4:47   | Facchinetti                       | D'Orazio             | |
| Linda                                             | 1976          | Poohlover                                                  | 3:41   | Facchinetti                       | Negrini              | |
| Tra la stazione e le stelle                       | 1976          | Poohlover                                                  | 3:27   | Facchinetti                       | Negrini              | |
| Io sono il vento e quel giorno ero là             | 1976          | Poohlover                                                  | 3:40   | Facchinetti                       | Negrini              | |
| Padre del fuoco, padre del tuono, padre del nulla | 1976          | Poohlover                                                  | 5:48   | Facchinetti                       | Negrini              | |
| Sara nel sole                                     | 1977          | Rotolando respirando                                       | 5:33   | Facchinetti                       | Negrini              | |
| Bella                                             | 1977          | Rotolando respirando                                       | 3:49   | Facchinetti                       | Negrini              | |
| In diretta nel vento                              | 1977          | Rotolando respirando                                       | 3:56   | Battaglia                         | Negrini              | |
| Che ne fai di te                                  | 1977          | Rotolando respirando                                       | 3:29   | Facchinetti                       | D'Orazio             | |
| Rotolando respirando                              | 1977          | Rotolando respirando                                       | 5:16   | Facchinetti                       | Negrini              | |
| Per una donna                                     | 1977          | Rotolando respirando                                       | 3:30   | Facchinetti                       | Negrini              | |
| Il suo tempo e noi                                | 1977          | Rotolando respirando                                       | 3:57   | Canzian - Facchinetti             | Negrini              | |
| Una domenica da buttare                           | 1977          | Rotolando respirando                                       | 4:41   | Battaglia - Facchinetti           | Negrini              | |
| Dammi solo un minuto                              | 1977          | Rotolando respirando                                       | 4:43   | Facchinetti                       | Negrini              | |
| Ancora tra un anno                                | 1977          | Rotolando respirando                                       | 5:30   | Facchinetti                       | Negrini              | |
| Risveglio                                         | 1977          | Solo singolo                                               | 5:12   | Facchinetti                       | Strumentale          | |
| La gabbia                                         | 1977          | Solo singolo                                               | 4:19   | Facchinetti                       | Strumentale          | |
| Fantastic Fly                                     | 1978          | Solo singolo                                               | 4:55   | Facchinetti                       | Strumentale          | |
| Odissey                                           | 1978          | Solo singolo                                               | 4:51   | Facchinetti                       | Strumentale          | |
| La città degli altri                              | 1978          | Boomerang                                                  | 4:12   | Facchinetti                       | Negrini              | |
| Ci penserò domani                                 | 1978          | Boomerang                                                  | 4:23   | Battaglia                         | Negrini              | |
| Pronto, buongiorno, è la sveglia                  | 1978          | Boomerang                                                  | 4:52   | Facchinetti                       | D'Orazio             | |
| Cercami                                           | 1978          | Boomerang                                                  | 4:02   | Facchinetti                       | Negrini              | |
| La Leggenda di Mautoa                             | 1978          | Boomerang                                                  | 4:18   | Facchinetti                       | D'Orazio             | |
| Air India                                         | 1978          | Boomerang                                                  | 3:56   | Battaglia - Facchinetti           | Negrini              | |
| Quaderno di donna                                 | 1978          | Boomerang                                                  | 3:57   | Facchinetti                       | Negrini              | |
| Incredibilmente giù                               | 1978          | Boomerang                                                  | 4:41   | Facchinetti                       | Negrini              | |
| Classe '58                                        | 1978          | Boomerang                                                  | 4:31   | Facchinetti                       | Negrini              | |
| Il ragazzo del cielo (Lindbergh)                  | 1978          | Boomerang                                                  | 6:12   | Canzian - Facchinetti             | Negrini              | |
| Giorno per giorno                                 | 1978          | Solo singolo                                               | 4:02   | Facchinetti                       | Negrini              | |
| Sei tua, sei mia                                  | 1979          | Solo singolo                                               | 4:11   | Battaglia                         | Negrini              | |
| Io sono vivo                                      | 1979          | Viva                                                       | 5:19   | Facchinetti                       | Negrini              | |
| Notte a sorpresa                                  | 1979          | Viva                                                       | 3:19   | Facchinetti                       | Negrini              | |
| Una donna normale                                 | 1979          | Viva                                                       | 3:26   | Battaglia                         | Negrini              | |
| Tutto adesso                                      | 1979          | Viva                                                       | 3:19   | Facchinetti                       | Negrini              | |
| ...in concerto                                    | 1979          | Viva                                                       | 3:35   | Facchinetti                       | Negrini              | |
| Rubiamo un'isola                                  | 1979          | Viva                                                       | 3:41   | Facchinetti                       | D'Orazio             | |
| Così ti vorrei                                    | 1979          | Viva                                                       | 3:56   | Facchinetti                       | D'Orazio             | |
| Susanna e basta                                   | 1979          | Viva                                                       | 2:49   | Canzian                           | Negrini              | |
| L'ultima notte di caccia                          | 1979          | Viva                                                       | 4:46   | Facchinetti                       | Negrini              | |
| Viva                                              | 1979          | Viva                                                       | 3:54   | Facchinetti                       | Strumentale          | |
| Caro me stesso mio                                | 1980          | ...Stop                                                    | 3:39   | Facchinetti                       | Negrini              | |
| Stagione di vento                                 | 1980          | ...Stop                                                    | 4:18   | Facchinetti                       | Negrini              | |
| Numero uno                                        | 1980          | ...Stop                                                    | 4:11   | Facchinetti                       | D'Orazio             | |
| Vienna                                            | 1980          | ...Stop                                                    | 3:46   | Battaglia                         | Negrini              | |
| Ali per guardare, occhi per volare                | 1980          | ...Stop                                                    | 2:55   | Facchinetti                       | Negrini              | |
| Canterò per te                                    | 1980          | ...Stop                                                    | 3:51   | Battaglia                         | Negrini              | |
| Aria di mezzanotte                                | 1980          | ...Stop                                                    | 4:04   | Canzian - Facchinetti             | D'Orazio             | |
| Quasi città                                       | 1980          | ...Stop                                                    | 4:07   | Facchinetti                       | Negrini              | |
| Gatto di strada                                   | 1980          | ...Stop                                                    | 4:12   | Canzian                           | Negrini              | |
| Inca                                              | 1980          | ...Stop                                                    | 4:40   | Facchinetti                       | Negrini              | |
| Buona fortuna                                     | 1981          | Buona fortuna                                              | 3:48   | Facchinetti                       | D'Orazio             | |
| Banda nel vento                                   | 1981          | Buona fortuna                                              | 4:31   | Facchinetti                       | Negrini              | |
| Lascia che sia                                    | 1981          | Buona fortuna                                              | 3:54   | Facchinetti                       | D'Orazio             | |
| Compleanno di maggio                              | 1981          | Buona fortuna                                              | 3:38   | Battaglia                         | Negrini              | |
| Gente della sera                                  | 1981          | Buona fortuna                                              | 4:05   | Facchinetti                       | Negrini              | |
| Fuori stagione                                    | 1981          | Buona fortuna                                              | 3:18   | Facchinetti                       | Negrini              | |
| Dove sto domani                                   | 1981          | Buona fortuna                                              | 4:15   | Facchinetti                       | Negrini              | |
| Replay                                            | 1981          | Buona fortuna                                              | 3:39   | Canzian                           | Negrini              | |
| Fotografie                                        | 1981          | Buona fortuna                                              | 3:50   | Battaglia                         | Negrini              | |
| Chi fermerà la musica                             | 1981          | Buona fortuna                                              | 4:49   | Facchinetti                       | Negrini              | |
| Siamo tutti come noi                              | 1982          | Palasport                                                  | 5:55   | Facchinetti                       | Negrini              | |
| Canzone per l'inverno                             | 1982          | Palasport                                                  | 5:25   | Facchinetti                       | Negrini              | |
| Non siamo in pericolo                             | 1982          | Solo singolo                                               | 4:01   | Facchinetti                       | Negrini              | |
| Anni senza fiato                                  | 1982          | Solo singolo                                               | 5:31   | Facchinetti                       | Negrini              | |
| Cara sconosciuta                                  | 1983          | Tropico del nord                                           | 4:40   | Facchinetti                       | Negrini              | |
| Cosa dici di me                                   | 1983          | Tropico del nord                                           | 4:56   | Facchinetti                       | Negrini              | |
| Lettera da Berlino Est                            | 1983          | Tropico del nord                                           | 4:40   | Canzian - Facchinetti             | D'Orazio             | |
| Grandi speranze                                   | 1983          | Tropico del nord                                           | 6:40   | Facchinetti                       | Negrini              | |
| Passaporto per le stelle                          | 1983          | Tropico del nord                                           | 4:44   | Facchinetti                       | Negrini              | |
| Solo voci                                         | 1983          | Tropico del nord                                           | 1:22   | Facchinetti                       | Negrini              | |
| Mezzanotte per te                                 | 1983          | Tropico del nord                                           | 4:50   | Battaglia                         | Negrini              | |
| E' vero                                           | 1983          | Tropico del nord                                           | 4:21   | Facchinetti                       | Negrini              | |
| Colazione a New York                              | 1983          | Tropico del nord                                           | 4:23   | Canzian                           | Negrini              | |
| Tropico del Nord                                  | 1983          | Tropico del nord                                           | 4:01   | Facchinetti                       | D'Orazio             | |
| Canzone per Lilli                                 | 1984          | Aloha                                                      | 3:53   | Facchinetti                       | D'Orazio             | |
| Ragazzi del mondo                                 | 1984          | Aloha                                                      | 4:13   | Facchinetti                       | Negrini              | |
| La mia donna                                      | 1984          | Aloha                                                      | 5:47   | Facchinetti                       | Negrini              | |
| Io vicino, io lontano                             | 1984          | Aloha                                                      | 5:09   | Battaglia                         | Negrini              | |
| Selvaggio                                         | 1984          | Aloha                                                      | 5:04   | Facchinetti                       | Negrini              | |
| Stella del Sud                                    | 1984          | Aloha                                                      | 4:52   | Canzian                           | D'Orazio             | |
| Tempi migliori                                    | 1984          | Aloha                                                      | 3:57   | Facchinetti                       | Negrini              | |
| Come saremo                                       | 1984          | Aloha                                                      | 4:43   | Facchinetti                       | Negrini              | |
| Il giorno prima                                   | 1984          | Aloha                                                      | 5:48   | Facchinetti                       | Negrini              | |
| Un posto come te                                  | 1985          | Asia non Asia                                              | 3:50   | Facchinetti                       | Negrini              | |
| Gli anni più importanti della nostra vita         | 1985          | Asia non Asia                                              | 4:17   | Facchinetti                       | Negrini              | |
| Se nasco un’altra volta                           | 1985          | Asia non Asia                                              | 4:14   | Facchinetti                       | Negrini              | |
| Comuni desideri                                   | 1985          | Asia non Asia                                              | 4:34   | Battaglia                         | Negrini              | |
| Per noi che partiamo                              | 1985          | Asia non Asia                                              | 4:21   | Facchinetti                       | D'Orazio             | |
| In altre parole                                   | 1985          | Asia non Asia                                              | 4:39   | Facchinetti                       | Negrini              | |
| Ragazza occidentale                               | 1985          | Asia non Asia                                              | 4:43   | Facchinetti                       | Negrini              | |
| Se c'è un posto nel tuo cuore                     | 1985          | Asia non Asia                                              | 4:04   | Canzian                           | D'Orazio             | |
| Dove vai                                          | 1985          | Asia non Asia                                              | 4:23   | Facchinetti                       | Negrini              | |
| Per chi merita di più                             | 1985          | Asia non Asia                                              | 4:01   | Facchinetti                       | Negrini              | |
| Asia non Asia                                     | 1985          | Asia non Asia                                              | 5:16   | Facchinetti                       | Negrini              | |
| Forse Natale                                      | 1986          | AA. VV. E le stelle stanno a cantare e Poohbook            | 4:20   | Battaglia                         | Negrini              | |
| Giorni infiniti                                   | 1986          | Giorni infiniti                                            | 4:46   | Facchinetti                       | Negrini              | |
| L'altra parte del cielo                           | 1986          | Giorni infiniti                                            | 4:59   | Facchinetti                       | Negrini              | |
| I bambini ci guardano                             | 1986          | Giorni infiniti                                            | 4:34   | Battaglia                         | Negrini              | |
| Più amo più ti amo                                | 1986          | Giorni infiniti                                            | 4:55   | Facchinetti                       | Negrini              | |
| Terry B.                                          | 1986          | Giorni infiniti                                            | 4:21   | Facchinetti                       | Negrini              | |
| Amore e dintorni                                  | 1986          | Giorni infiniti                                            | 5:10   | Canzian                           | D'Orazio             | |
| C'est difficile, mais c'est la vie                | 1986          | Giorni infiniti                                            | 4:24   | Facchinetti                       | Negrini              | |
| Venti                                             | 1986          | Giorni infiniti                                            | 4:24   | Battaglia                         | Negrini              | |
| Non si può rifare il mondo in due                 | 1986          | Giorni infiniti                                            | 4:16   | Facchinetti                       | Negrini              | |
| Goodbye                                           | 1986          | Giorni infiniti                                            | 4:40   | Facchinetti                       | D'Orazio             | |
| Per te domani                                     | 1987          | Il colore dei pensieri                                     | 4:17   | Facchinetti                       | Negrini              | |
| Mai dire mai                                      | 1987          | Il colore dei pensieri                                     | 5:11   | Battaglia                         | Negrini              | |
| Santa Lucia                                       | 1987          | Il colore dei pensieri                                     | 4:23   | Battaglia                         | Negrini              | |
| Tu dov'eri                                        | 1987          | Il colore dei pensieri                                     | 4:28   | Facchinetti                       | Negrini              | |
| Acqua dalla luna                                  | 1987          | Il colore dei pensieri                                     | 4:43   | Facchinetti                       | Negrini              | |
| Città di donne                                    | 1987          | Il colore dei pensieri                                     | 4:47   | Canzian                           | Negrini              | |
| Non sei lei                                       | 1987          | Il colore dei pensieri                                     | 4:02   | Facchinetti                       | Negrini              | |
| Io sto con te                                     | 1987          | Il colore dei pensieri                                     | 4:07   | Battaglia                         | D'Orazio             | |
| Siamo ancora sulla strada                         | 1987          | Il colore dei pensieri                                     | 4:32   | Facchinetti                       | D'Orazio             | |
| Dall'altra parte                                  | 1987          | Il colore dei pensieri                                     | 6:02   | Facchinetti                       | Negrini              | |
| Senza frontiere                                   | 1988          | Oasi                                                       | 4:23   | Facchinetti                       | Negrini              | |
| Che vuoi che sia                                  | 1988          | Oasi                                                       | 6:17   | Facchinetti                       | D'Orazio             | |
| Io da solo                                        | 1988          | Oasi                                                       | 4:55   | Facchinetti                       | Negrini              | |
| Ti dirò                                           | 1988          | Oasi                                                       | 4:49   | Canzian                           | Negrini              | |
| La ragazza con gli occhi di sole                  | 1988          | Oasi                                                       | 4:02   | Battaglia                         | D'Orazio             | |
| Linea calda                                       | 1988          | Oasi                                                       | 5:23   | Canzian                           | Negrini              | |
| Niente a parte l'amore                            | 1988          | Oasi                                                       | 4:55   | Facchinetti                       | Negrini              | |
| Stare bene fa bene                                | 1988          | Oasi                                                       | 4:45   | Battaglia                         | Negrini              | |
| Due donne                                         | 1988          | Oasi                                                       | 4:47   | Battaglia                         | Negrini              | |
| Nell'erba, nell'acqua, nel vento                  | 1988          | Oasi                                                       | 4:43   | Facchinetti                       | Negrini              | |
| Concerto per un'oasi                              | 1989          | Solo singolo                                               | 4:46   | Facchinetti                       | Strumentale          | |
| Uomini soli                                       | 1990          | Uomini soli                                                | 4:03   | Facchinetti                       | Negrini              | |
| Napoli per noi                                    | 1990          | Uomini soli                                                | 4:11   | Canzian                           | D'Orazio             | |
| L'altra donna                                     | 1990          | Uomini soli                                                | 4:35   | Battaglia                         | Negrini              | |
| Città proibita                                    | 1990          | Uomini soli                                                | 5:18   | Facchinetti                       | Negrini              | |
| Donne italiane                                    | 1990          | Uomini soli                                                | 4:33   | Facchinetti                       | Negrini              | |
| Non solo musica                                   | 1990          | Uomini soli                                                | 4:43   | Facchinetti                       | D'Orazio             | |
| La luna ha vent'anni                              | 1990          | Uomini soli                                                | 4:35   | Canzian                           | Negrini              | |
| Davanti al mare                                   | 1990          | Uomini soli                                                | 4:17   | Battaglia                         | Negrini              | |
| Giulia si sposa                                   | 1990          | Uomini soli                                                | 4:09   | Facchinetti                       | Negrini              | |
| Tu vivrai                                         | 1990          | Uomini soli                                                | 5:28   | Facchinetti                       | Negrini              | |
| Il cielo è blu sopra le nuvole                    | 1992          | Il cielo è blu sopra le nuvole                             | 4:54   | Facchinetti                       | Negrini              | |
| Balliamo, balliamo                                | 1992          | Il cielo è blu sopra le nuvole                             | 4:38   | Facchinetti                       | Negrini              | |
| Stare senza di te                                 | 1992          | Il cielo è blu sopra le nuvole                             | 5:35   | Canzian                           | D'Orazio             | |
| Ricominciamo                                      | 1992          | Il cielo è blu sopra le nuvole                             | 4:48   | Battaglia                         | Negrini              | |
| La mia faccia                                     | 1992          | Il cielo è blu sopra le nuvole                             | 4:28   | Facchinetti                       | Negrini              | |
| Maria marea                                       | 1992          | Il cielo è blu sopra le nuvole                             | 5:03   | Canzian                           | Negrini              | |
| 50 primavere                                      | 1992          | Il cielo è blu sopra le nuvole                             | 4:30   | Battaglia                         | D'Orazio             | |
| La donna infinita                                 | 1992          | Il cielo è blu sopra le nuvole                             | 4:44   | Facchinetti                       | D'Orazio             | |
| Le ragazze normali                                | 1992          | Il cielo è blu sopra le nuvole                             | 4:14   | Battaglia                         | Negrini              | |
| In Italia si può                                  | 1992          | Il cielo è blu sopra le nuvole                             | 5:14   | Facchinetti                       | Negrini              | |
| Le canzoni di domani                              | 1994          | Musicadentro                                               | 4:48   | Facchinetti                       | Negrini              | |
| Vorrei                                            | 1994          | Musicadentro                                               | 5:25   | Facchinetti                       | Negrini              | |
| Dietro la collina                                 | 1994          | Musicadentro                                               | 4:33   | Battaglia                         | Negrini              | |
| A cent'anni non si sbaglia più                    | 1994          | Musicadentro                                               | 4:39   | Canzian                           | D'Orazio             | |
| Senza musica e senza parole                       | 1994          | Musicadentro                                               | 4:22   | Battaglia                         | D'Orazio             | |
| Non ho bisogno di te                              | 1994          | Musicadentro                                               | 5:19   | Facchinetti                       | Negrini              | |
| Tu dove sei                                       | 1994          | Musicadentro                                               | 4:34   | Canzian                           | Negrini              | |
| Un leone in paradiso                              | 1994          | Musicadentro                                               | 4:41   | Battaglia                         | Negrini              | |
| Per chi sa capire                                 | 1994          | Musicadentro                                               | 4:44   | Facchinetti                       | Negrini              | |
| E non serve che sia Natale                        | 1994          | Musicadentro                                               | 4:14   | Facchinetti                       | D'Orazio             | |
| Buonanotte ai suonatori                           | 1995          | Buonanotte ai suonatori                                    | 4:27   | Battaglia - Canzian - Facchinetti | D'Orazio             | |
| Amici per sempre                                  | 1996          | Amici per sempre                                           | 5:03   | Facchinetti                       | Negrini              | |
| La donna del mio amico                            | 1996          | Amici per sempre                                           | 5:22   | Facchinetti                       | D'Orazio             | |
| Fammi fermare il tempo                            | 1996          | Amici per sempre                                           | 5:19   | Canzian                           | Negrini              | |
| Diritto d'amare                                   | 1996          | Amici per sempre                                           | 4:34   | Battaglia                         | Negrini              | |
| Innamorati sempre, innamorati mai                 | 1996          | Amici per sempre                                           | 4:40   | Facchinetti                       | D'Orazio             | |
| Cercando di te                                    | 1996          | Amici per sempre                                           | 4:45   | Canzian                           | D'Orazio             | |
| Danza a distanza                                  | 1996          | Amici per sempre                                           | 4:52   | Battaglia                         | Negrini              | |
| Le donne mi hanno detto                           | 1996          | Amici per sempre                                           | 4:41   | Facchinetti                       | Negrini              | |
| Il silenzio della colomba                         | 1996          | Amici per sempre                                           | 4:57   | Facchinetti                       | Negrini              | |
| C'è bisogno di un piccolo aiuto                   | 1996          | Amici per sempre                                           | 6:00   | Facchinetti                       | D'Orazio             | |
| Brava la vita                                     | 1997          | The Best of Pooh                                           | 4:35   | Facchinetti                       | D'Orazio             | |
| Non lasciarmi mai più                             | 1997          | The Best of Pooh                                           | 4:40   | Facchinetti                       | Negrini              | |
| Se balla da sola                                  | 1999          | Un posto felice                                            | 4:57   | Facchinetti                       | Negrini              | |
| Mi manchi                                         | 1999          | Un posto felice                                            | 4:40   | Facchinetti                       | D'Orazio             | |
| Quando lui ti chiederà di me                      | 1999          | Un posto felice                                            | 4:26   | Battaglia                         | D'Orazio             | |
| Io ti aspetterò                                   | 1999          | Un posto felice                                            | 4:58   | Canzian                           | D'Orazio             | |
| Dimmi di sì                                       | 1999          | Un posto felice                                            | 4:55   | Facchinetti                       | D'Orazio             | |
| Ricostruire un amore                              | 1999          | Un posto felice                                            | 4:46   | Canzian                           | Negrini              | |
| Sogno a mezza estate                              | 1999          | Un posto felice                                            | 5:14   | Facchinetti                       | Negrini              | |
| Quel che non si dice                              | 1999          | Un posto felice                                            | 4:47   | Battaglia                         | Negrini              | |
| Eravamo ragazzi                                   | 1999          | Un posto felice                                            | 5:13   | Facchinetti                       | D'Orazio             | |
| 20.000 leghe sopra i cieli                        | 1999          | Un posto felice                                            | 5:16   | Battaglia                         | D'Orazio             | |
| Un grande amore                                   | 2000          | Cento di queste vite                                       | 5:15   | Facchinetti                       | Negrini              | |
| Non dimenticarti di me                            | 2000          | Cento di queste vite                                       | 4:38   | Facchinetti                       | D'Orazio             | |
| Stai con me                                       | 2000          | Cento di queste vite                                       | 4:34   | Canzian                           | D'Orazio             | |
| Padre a vent'anni                                 | 2000          | Cento di queste vite                                       | 5:27   | Battaglia                         | Negrini              | |
| Ti sposerei domani                                | 2000          | Cento di queste vite                                       | 4:38   | Facchinetti                       | D'Orazio             | |
| Io ti vorrei di più                               | 2000          | Cento di queste vite                                       | 4:02   | Canzian                           | D'Orazio             | |
| I respiri del mondo                               | 2000          | Cento di queste vite                                       | 4:35   | Facchinetti                       | Negrini              | |
| Buona fortuna e buon viaggio                      | 2000          | Cento di queste vite                                       | 3:55   | Battaglia                         | D'Orazio             | |
| L'altra faccia dell'amore                         | 2000          | Cento di queste vite                                       | 4:30   | Canzian                           | D'Orazio             | |
| Devi crederci                                     | 2000          | Cento di queste vite                                       | 4:09   | Battaglia                         | Negrini              | |
| Puoi sentirmi ancora 1ª parte                     | 2000          | Cento di queste vite                                       | 3:39   | Facchinetti                       | Negrini              | |
| Puoi sentirmi ancora 2ª parte                     | 2000          | Cento di queste vite                                       | 3:02   | Facchinetti                       | Strumentale          | |
| Portami via                                       | 2001          | Best of the Best                                           | 4:39   | Canzian                           | Negrini              | |
| E arrivi tu                                       | 2001          | Best of the Best                                           | 3:57   | Battaglia                         | D'Orazio             | |
| Figli                                             | 2001          | Best of the Best                                           | 4:51   | Facchinetti                       | Negrini              | |
| C'era una volta                                   | 2002          | Pinocchio                                                  | 4:01   | Facchinetti                       | Negrini              | |
| Gatto & Volpe S.p.a                               | 2002          | Pinocchio                                                  | 4:14   | Canzian                           | D'Orazio             | |
| La mia notte dei miracoli                         | 2002          | Pinocchio                                                  | 4:00   | Canzian                           | Negrini              | |
| Vita                                              | 2002          | Pinocchio                                                  | 4:02   | Battaglia                         | D'Orazio             | |
| Che tempi bui                                     | 2002          | Pinocchio                                                  | 4:03   | Battaglia                         | D'Orazio             | |
| Giuro                                             | 2002          | Pinocchio                                                  | 4:32   | Facchinetti                       | Negrini              | |
| Il paese dei balocchi                             | 2002          | Pinocchio                                                  | 4:15   | Facchinetti                       | D'Orazio             | |
| Voglio andare via                                 | 2002          | Pinocchio                                                  | 4:27   | Canzian                           | D'Orazio             | |
| Un vero amico                                     | 2002          | Pinocchio                                                  | 4:07   | Battaglia                         | D'Orazio             | |
| Galleggiando                                      | 2002          | Pinocchio                                                  | 4:11   | Facchinetti                       | Negrini              | |
| C'era una volta ripresa                           | 2002          | Pinocchio                                                  | 1:43   | Facchinetti                       | Strumentale          | |
| Ascolta                                           | 2004          | Ascolta                                                    | 5:01   | Facchinetti                       | Negrini              | |
| Capita quando capita                              | 2004          | Ascolta                                                    | 5:01   | Canzian                           | D'Orazio             | |
| Vivi                                              | 2004          | Ascolta                                                    | 4:26   | Facchinetti                       | D'Orazio             | |
| Scusami                                           | 2004          | Ascolta                                                    | 4:08   | Battaglia                         | Negrini              | |
| Per dimenticare te                                | 2004          | Ascolta                                                    | 4:20   | Facchinetti                       | Negrini              | |
| Cosa sarà di noi                                  | 2004          | Ascolta                                                    | 4:59   | Facchinetti                       | D'Orazio             | |
| Stella                                            | 2004          | Ascolta                                                    | 3:43   | Battaglia                         | Negrini              | |
| Io e te                                           | 2004          | Ascolta                                                    | 4:28   | Canzian                           | D'Orazio             | |
| 335 - La posta del cuore                          | 2004          | Ascolta                                                    | 4:06   | Battaglia                         | D'Orazio             | |
| Quando anche senza di me                          | 2004          | Ascolta                                                    | 4:23   | Canzian                           | Negrini              | |
| La donna di cuori                                 | 2004          | Ascolta                                                    | 4:06   | Battaglia                         | Negrini              | |
| Primi amori                                       | 2004          | Ascolta                                                    | 4:24   | Facchinetti                       | Negrini              | |
| Dove sono gli altri tre                           | 2004          | Ascolta                                                    | 4:27   | Canzian                           | D'Orazio             | |
| Domani                                            | 2004          | Ascolta                                                    | 5:57   | Facchinetti                       | Negrini              | |
| La grande festa                                   | 2005          | La grande festa                                            | 3:39   | Facchinetti                       | Negrini              | |
| Destini                                           | 2005          | La grande festa                                            | 5:03   | Facchinetti                       | D'Orazio             | |
| Cuore azzurro                                     | 2006          | Solo singolo                                               | 3:29   | Battaglia - Canzian - Facchinetti | D'Orazio - Negrini   | |
| Il cielo non finisce mai                          | 2006          | Noi con voi                                                | 4:11   | Canzian                           | Negrini              | |
| L'amore costa                                     | 2006          | Noi con voi                                                | 4:01   | Battaglia                         | Negrini              | |
| Ancora una notte insieme                          | 2009          | Ancora una notte insieme                                   | 3:49   | Facchinetti                       | Negrini              | |
| Dove comincia il sole 1ª parte                    | 2010          | Dove comincia il sole                                      | 6:15   | Facchinetti                       | Negrini              | |
| Dove comincia il sole 2ª parte                    | 2010          | Dove comincia il sole                                      | 5:14   | Facchinetti                       | Strumentale          | |
| Fammi sognare ancora                              | 2010          | Dove comincia il sole                                      | 4:30   | Facchinetti                       | Negrini              | |
| L'aquila e il falco                               | 2010          | Dove comincia il sole                                      | 4:39   | Canzian                           | Negrini              | |
| Il cuore tra le mani                              | 2010          | Dove comincia il sole                                      | 5:12   | Battaglia                         | Negrini              | |
| Reporter                                          | 2010          | Dove comincia il sole                                      | 4:29   | Canzian                           | Negrini              | |
| Isabel                                            | 2010          | Dove comincia il sole                                      | 4:12   | Battaglia                         | Negrini              | |
| Amica mia                                         | 2010          | Dove comincia il sole                                      | 4:58   | Facchinetti                       | Negrini              | |
| Musica                                            | 2010          | Dove comincia il sole                                      | 4:21   | Battaglia                         | Negrini              | |
| Vento nell'anima                                  | 2010          | Dove comincia il sole                                      | 4:51   | Facchinetti                       | Negrini              | |
| Un anno in più che non hai                        | 2010          | Dove comincia il sole                                      | 4:45   | Canzian                           | Negrini              | |
| Questo sono io                                    | 2010          | Dove comincia il sole                                      | 7:02   | Facchinetti                       | Negrini              | |
| Tante storie fa                                   | 2016          | Pooh 50 - L'ultima notte insieme                           | 3:46   | Canzian                           | D'Orazio             | |
| Le cose che vorrei                                | 2016          | Pooh 50 - L'ultima notte insieme                           | 3:43   | Battaglia                         | D'Orazio             | |
| Ancora una canzone                                | 2016          | Pooh 50 - L'ultima notte insieme                           | 4:18   | Facchinetti                       | D'Orazio             | |
| Traguardi                                         | 2016          | Pooh 50 - L'ultima notte insieme                           | 6:05   | Facchinetti                       | Strumentale          | Versione strumentale di Ancora una canzone con la partecipazione del "Grande Coro Hope"                                               |
| Meno male                                         | 2020, postumo | Le canzoni della nostra storia                             | 3:38   | Facchinetti                       | Negrini              | Provino senza orchestra del 1971 con la musica di Tanta voglia di lei e con testo rifiutato dal produttore. Pubblicato solo nel 2020. |

## Brani in lingua straniera, cover e duetti
La prima lista comprende i brani dell'album Hurricane, canzoni dei Pooh incise per i mercati stranieri con la collaborazione di Teddy Randazzo; il disco comprende alcuni brani riarrangiati e tradotti in inglese, eccezion fatta per un brano non concepito dai Pooh, in Italia escluso dalla raccolta (Love attack).
A questi titoli vanno aggiunte: la traduzione in inglese di Linda; Another life (versione inglese di Se nasco un'altra volta); I'll close the door behind me/The suitcase, trasposizione inglese di Tanta voglia di lei/Tutto alle tre.
Per le traduzioni in spagnolo, vedi voce Discografia dei Pooh.
| Raccolta brani tradotti in inglese | Anno | Album     | Durata | Musica di   | Testo di            | Note: versione originale                |
| ---------------------------------- | ---- | --------- | ------ | ----------- | ------------------- | --------------------------------------- |
| Hurricane                          | 1980 | Hurricane | 4:41   | Facchinetti | Negrini - Randazzo  | Rotolando respirando                    |
| I dedicate my love to you          | 1980 | Hurricane | 3:58   | Battaglia   | Negrini - Randazzo  | In diretta nel vento                    |
| Flow                               | 1980 | Hurricane | 3:43   | Battaglia   | Negrini - Randazzo  | Ci penserò domani                       |
| Fade away                          | 1980 | Hurricane | 4:31   | Facchinetti | Negrini - Randazzo  | Pierre                                  |
| A million miles from nowhere       | 1980 | Hurricane | 4:20   | Facchinetti | Negrini - Randazzo  | La città degli altri                    |
| Care                               | 1980 | Hurricane | 3:30   | Facchinetti | Negrini - Randazzo  | Per una donna                           |
| Give me only this moment           | 1980 | Hurricane | 4:31   | Facchinetti | Negrini - Randazzo  | Dammi solo un minuto                    |
| Ready, get up and good morning     | 1980 | Hurricane | 4:17   | Facchinetti | D'Orazio - Randazzo | Pronto, buongiorno è la sveglia         |
| Your love                          | 1980 | Hurricane | 3:21   | Facchinetti | D'Orazio - Randazzo | Che ne fai di te                        |
| Love attack                        | 1980 | Hurricane | 9:14   | Randazzo    | Randazzo            | inedito riservato al mercato giapponese |

La lista seguente elenca invece altri brani rappresentati nella discografia di altri artisti (se si tratta di duetti senza la chiara prevalenza del marchio Pooh, oppure di cover con testi già cantati in precedenza da altri).
A questi si aggiungono alcuni brani già elencati in precedenza; si tratta di Ci penserò domani e Maria Marea, cantate rispettivamente con Mario Biondi Claudio Baglioni, per l'album Opera seconda; si ricorda inoltre una versione duetto di Piccola Katy, inclusa in Angoli diversi dei Neri per Caso.
Per le cover tradotte in italiano per i Pooh, vedi lista principale.
| Cover per compilation e duetti | Anno | Album                                               | Durata | Musica di         | Testo di    | Note |
| ------------------------------ | ---- | --------------------------------------------------- | ------ | ----------------- | ----------- | --- |
| Saremo noi                     | 1982 | Bollettino dei naviganti (album di Gianni Togni)    | 3:13   |                   |             | Duetto inedito, solo nell'album di Togni                                                                                       |
| Happy Christmas                | 1983 | AA. VV. Natale con i tuoi... e I Pooh 1981-1984     | 4:43   | Lennon, Ono       | Lennon, Ono | Originale di John Lennon e Yōko Ono. Per il brano Forse Natale, vedi lista principale o album ...E le stelle stanno a cantare. |
| Giorni cantati                 | 1987 | Le infinite vie del cuore (album di Riccardo Fogli) | 4:05   | Maurizio Piccioli | Laurex      | Duetto inedito, solo nell'album di Riccardo                                                                                    |
| La casa del sole               | 2008 | Beat ReGeneration                                   | 3:53   |                   |             | degli Animals |
| È la pioggia che va            | 2008 | Beat ReGeneration                                   | 3:50   |                   |             | dei Rokes |
| La casa del sole               | 2008 | Beat ReGeneration                                   | 3:53   |                   |             | degli Animals, cover italiana da Los Marcellos Ferial                                                                          |
| Pugni chiusi                   | 2008 | Beat ReGeneration                                   | 3:46   |                   |             | dei Ribelli |
| Che colpa abbiamo noi          | 2008 | Beat ReGeneration                                   | 3:30   |                   |             | dei Rokes |
| Un ragazzo di strada           | 2008 | Beat ReGeneration                                   | 3:21   |                   |             | de i Corvi |
| Eppur mi son scordato di te    | 2008 | Beat ReGeneration                                   | 3:32   |                   |             | della Formula 3 (gruppo musicale)                                                                                              |
| 29 settembre                   | 2008 | Beat ReGeneration                                   | 3:29   |                   |             | della Equipe 84 e di Lucio Battisti                                                                                            |
| Mi si spezza il cuore          | 2008 | Beat ReGeneration                                   | 3:51   |                   |             | dei Sorrows |
| Nel cuore, nell'anima          | 2008 | Beat ReGeneration                                   | 3:12   |                   |             | della Equipe 84 e di Battisti                                                                                                  |
| Per vivere insieme             | 2008 | Beat ReGeneration                                   | 3:35   |                   |             | di Quelli |
| Così ti amo                    | 2008 | Beat ReGeneration                                   | 3:33   |                   |             | de I Califfi |
| Gioco di bimba                 | 2008 | Beat ReGeneration                                   | 3:28   |                   |             | de Le Orme |
| Eternità                       | 2008 | Più di me (Vanoni)                                  | 3:47   |                   |             | dei Camaleonti, duetto con Ornella Vanoni, solo nell'album della cantante.                                                     |
| Che begli amici                | 2008 | Q.P.G.A. (Baglioni)                                 | 3:46   |                   |             | rifacimento a duetto con Claudio Baglioni, solo nell'album del cantante.                                                       |

Seguono le canzoni del singolo inciso dal quartetto Roby, Dodi, Stefano e Valerio Negrini sotto il nome di Mediterraneo System.
| Brani incisi sotto pseudonimo Mediterraneo System | Anno | Album        | Durata | Musica di | Testo di | Note                   |
| ------------------------------------------------- | ---- | ------------ | ------ | --------- | -------- | ---------------------- |
| Ci pensi?                                         | 1976 | solo singolo | 4:41   | Robymiro  | Zurbo    | di Mediterraneo System |
| Mezzanotte a maggio                               | 1976 | solo singolo | 3:34   | Robymiro  | Zurbo    | di Mediterraneo System |